# 27809 Murakamiyasuhiko
27809 Murakamiyasuhiko este o planetă minoră (asteroid), cu un diametru de 3,371 km, din centura de asteroizi. A fost descoperită pe 20 aprilie 1993 la Kitami Observatory⁠(d) de Kin Endate. 
Obiectul prezintă o orbită caracterizată de o semiaxă mare de 2,2466241 UAi, o excentricitate de 0,11, o înclinație de 8,22067 ° în raport cu ecliptica.